# Кармен Миранда
Кармен до Кармо Миранда да Куна (шп. Maria do Carmo Miranda da Cunha), познатија под псеудонимом Кармен Миранда (шп. Carmen Miranda; 9. фебруар 1909 — 5. август 1955), била је португалско-бразилска самба певачица и плесачица, бродвејска глумица и филмска звезда која је била популарна од 1930-их па до 1950-их.
Рођена је у Португалу, али су јој родитељи недуго након тога емигрирали у Бразил. Постала је позната по промовисању Бразила широм света, а постала је бродвејска звезда, најбоље плаћена звезда Холивуда и најбоље плаћена жена у САД. Углавном је наступала у филмским мјузиклима, носећи шешир састављен од тропског воћа, који је касније постао њен заштитни знак.